# Lezecký areál Le Bourget
Lezecký areál Le Bourget (francouzsky Site d'escalade du Bourget) je sportovní areál vybudovaný v obci Le Bourget v departementu Seine-Saint-Denis pro XXXIII. olympijské hry pro soutěže v lezení. Areál má exteriérovou část i interiérovou s tělocvičnou, která se po hrách promění v hřiště na házenou.

## Výběr místa
Spolu s olympijským bazénem Saint-Denis je lezecké centrum Le Bourget jediným sportovním zařízením postaveným v departementu speciálně pro olympijské hry v roce 2024. Po přemístění badmintonových a poté volejbalových soutěží původně plánovaných v Le Bourget bylo lezení poskytnuto jako kompenzace.
Nové zařízení umožnilo renovaci sportovního parku Le Bourget. Areál je spojen s výstavištěm Paris-Le Bourget lávkou postavenou nad dálnicí A1, která vede přímo do parku.
Stavební práce provedla společnost Société de livraison des ouvrages olympiques, která navrhuje všechna místa konání soutěže.
V areálu se nachází nová tělocvična (nahrazující zchátralou tělocvičnu Raoula Clergeta), dvě fotbalová hřiště, atletická dráha, 7 tenisových kurtů a klubovna, bowlingová dráha, dětské hřiště a veřejný bazén.